# Boffles
Boffles ist eine französische Gemeinde mit 47 Einwohnern (Stand 1. Januar 2022) im Département Pas-de-Calais in der Region Hauts-de-France. Sie gehört zum Arrondissement Arras, zum Kanton Auxi-le-Château und zum Kommunalverband Ternois. 

## Lage
Die Gemeinde Boffles liegt 37 Kilometer westlich von Arras. Nachbargemeinden von Boffles sind Vacquerie-le-Boucq im Norden, Fortel-en-Artois im Osten, Nœux-lès-Auxi im Südwesten, Buire-au-Bois im Westen sowie Rougefay im Nordwesten.

## Bevölkerungsentwicklung
| Jahr                       | 1962 | 1968 | 1975 | 1982 | 1990 | 1999 | 2006 | 2012 | 2022 |
| -------------------------- | ---- | ---- | ---- | ---- | ---- | ---- | ---- | ---- | ---- |
| Einwohner                  | 63   | 52   | 56   | 40   | 41   | 34   | 45   | 48   | 47   |
| Quellen: Cassini und INSEE |      |      |      |      |      |      |      |      |      |

## Sehenswürdigkeiten

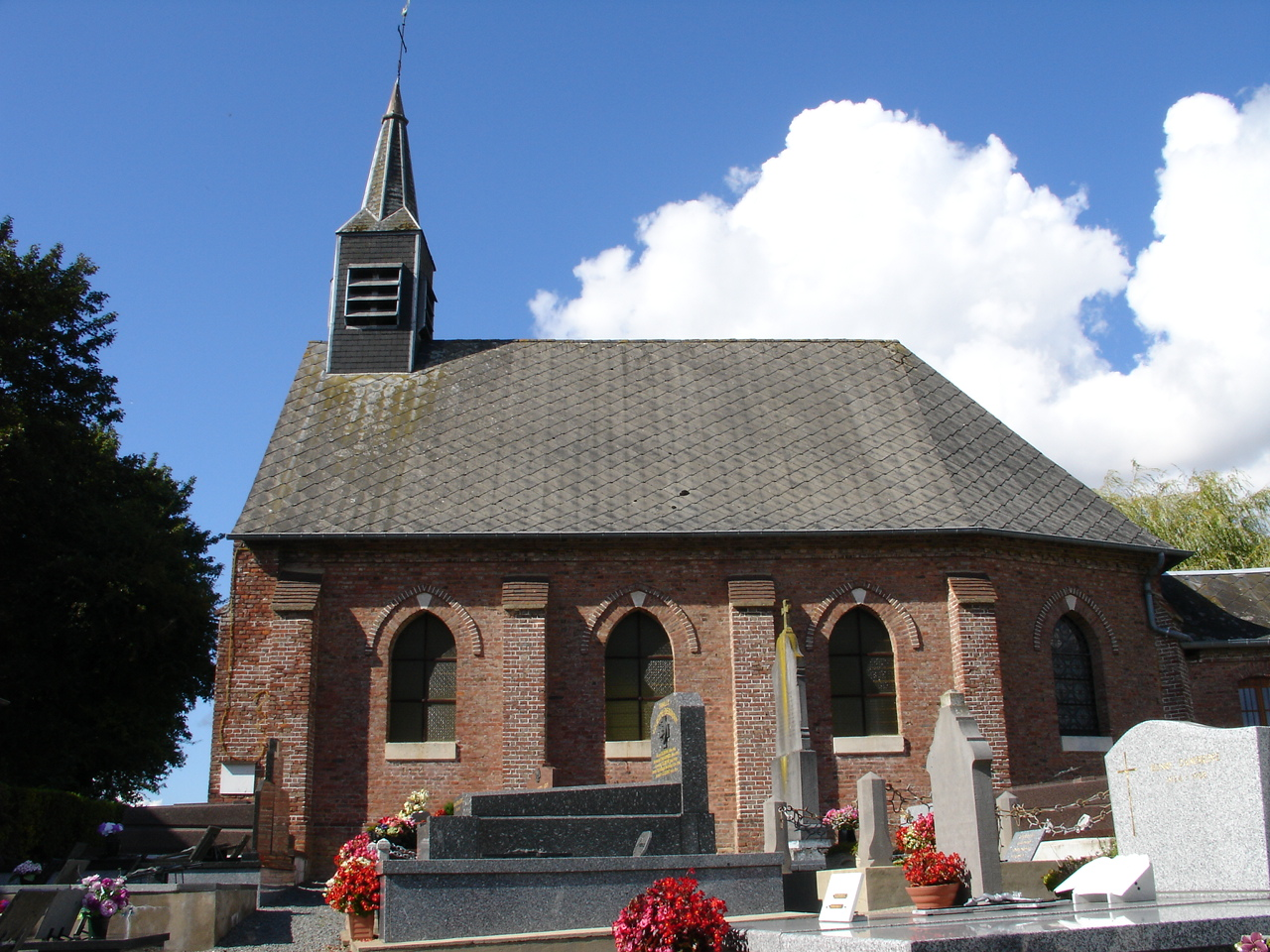
Kirche Saint-Martin